# Executive Towers

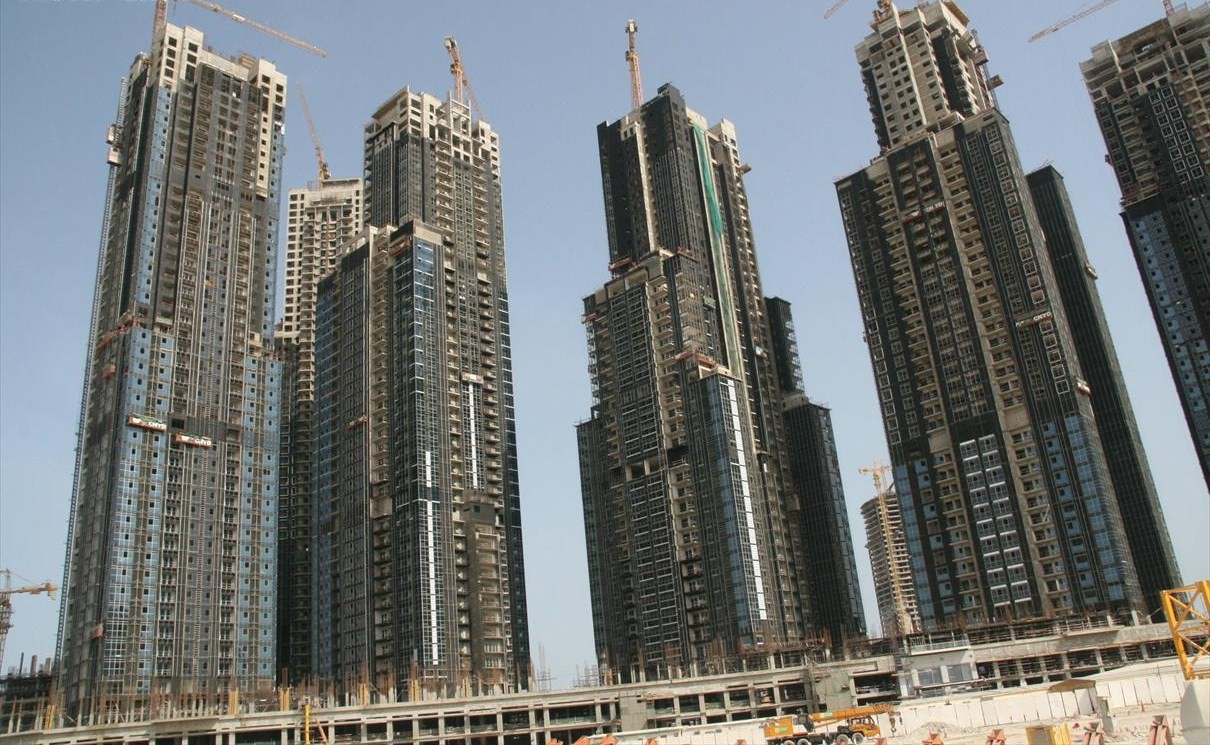
Les en en cours de construction, 2007.

Les Executive Towers sont un ensemble de dix gratte-ciel résidentiels construits en 2009 à Dubaï aux Émirats arabes unis. 
Le complexe comprend :
- La tour M, 210 mètres, 52 étages,
- La tour B, 190 mètres, 47 étages,
- La tour K, 186 mètres, 47 étages,
- La tour H, 182 mètres, 45 étages,
- La tour G, 170 mètres, 43 étages,
- La tour J, 170 mètres, 43 étages,
- La tour L, 170 mètres, 42 étages,
- La tour F, 120 mètres, 31 étages,
- La tour E, 118 mètres, 30 étages,
- La tour C, 114 mètres, 28 étages.